# Храм Святой Троицы на Октябрьской набережной
Храм Свято́й Тро́ицы на Октя́брьской на́бережной — православный храм в Санкт-Петербурге, бывший главный храм киновии Александро-Невской лавры. В настоящее время является архиерейским подворьем.

## История

### Киновия Александро-Невской лавры
Киновия Александро-Невской лавры была основана в 1820 году митрополитом Санкт-Петербургским и Новгородским Михаилом (Десницким) на земле, принадлежавшей лавре со времён её основания Петром I. Первым храмом обители стала деревянная церковь Всех Святых, освящённая в 1821 году.
В 1841 году А. З. Комаров построил деревянную колокольню. В 1847 году под руководством арх. А. П. Гемилиана и К. И. Брандта возведены два кирпичных корпуса келий киновии, а в 1848 году на этой территории образовалось Киновеевское кладбище.
В 1849 году известный благотворитель Фёдор Набилков пожертвовал 30 000 рублей на постройку в Киновии каменного пятиглавого трехпрестольного собора во имя Пресвятой Троицы с приделами во имя Богородицы и Всех Святых. Строительство храма по проекту архитектора Г. И. Карпова велось в 1862—1868 годах.

### Советское время
После революции киновия была закрыта, здания келий были отданы под жилые квартиры, в 1937 году была взорвана колокольня и снесены все пять глав Троицкой церкви. В 1940-х годах разобрана деревянная Всесвятская церковь, внутренний объём Троицкого храма был значительно переделан, сконструированы три этажа, разрушены все элементы наружного декора, уничтожена живопись. На протяжении последующих десятилетий здание занимал ряд различных предприятий и организаций.

## Реконструкция храма
В 2001 году состоялась передача здания Свято-Троицкий храма под подворье Иоанно-Богословского Череменецкого монастыря. Восстановительные работы по возвращению исторического облика Свято-Троицкого храма начались в 2015 году по инициативе Фонда содействия восстановлению объектов истории и культуры.
В 2016 году воссозданы все пять утраченных глав верхнего яруса храма. В 2017 году завершилась отделка фасадов. В 2018—2019 годы шло восстановление живописи и резного иконостаса. При реставрационных работах обнаружилось, что на потолке сохранилась первозданная роспись из ряда ликов апостолов. В 2020 году храм официально открылся для прихожан.
13 сентября 2021 года Патриарх Кирилл совершил чин малого освящения возрождённого храма Святой Троицы — Архиерейского подворья на Октябрьской набережной Санкт-Петербурга.
С 2017 года Свято-Троицкий храм на Октябрьской набережной является архиерейским подворьем, настоятель архиерейского подворья игумен Фома (Александр Василенко).

## Галерея

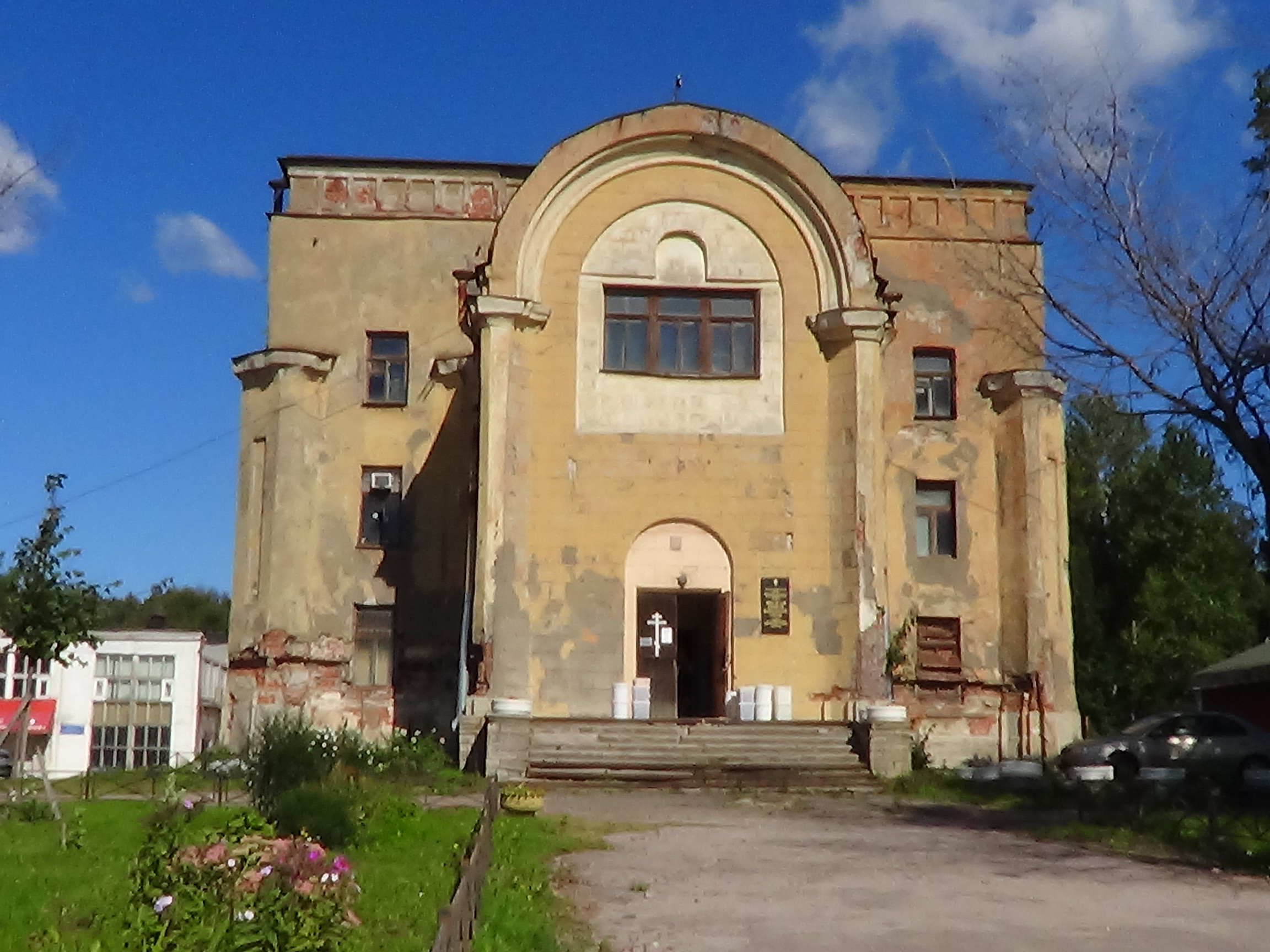
Троицкий храм в 2013 году
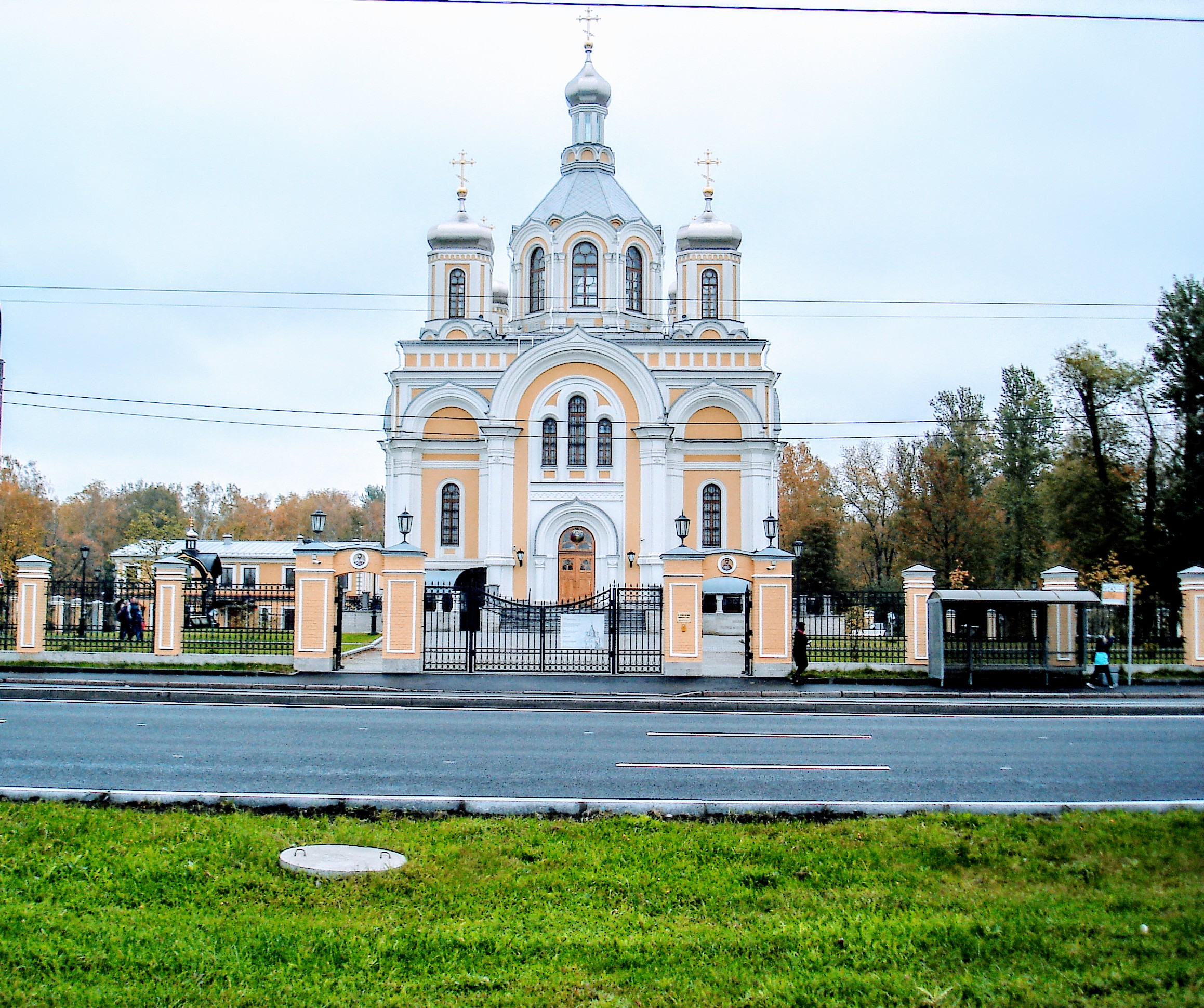
Восстановленный храм в 2020 году
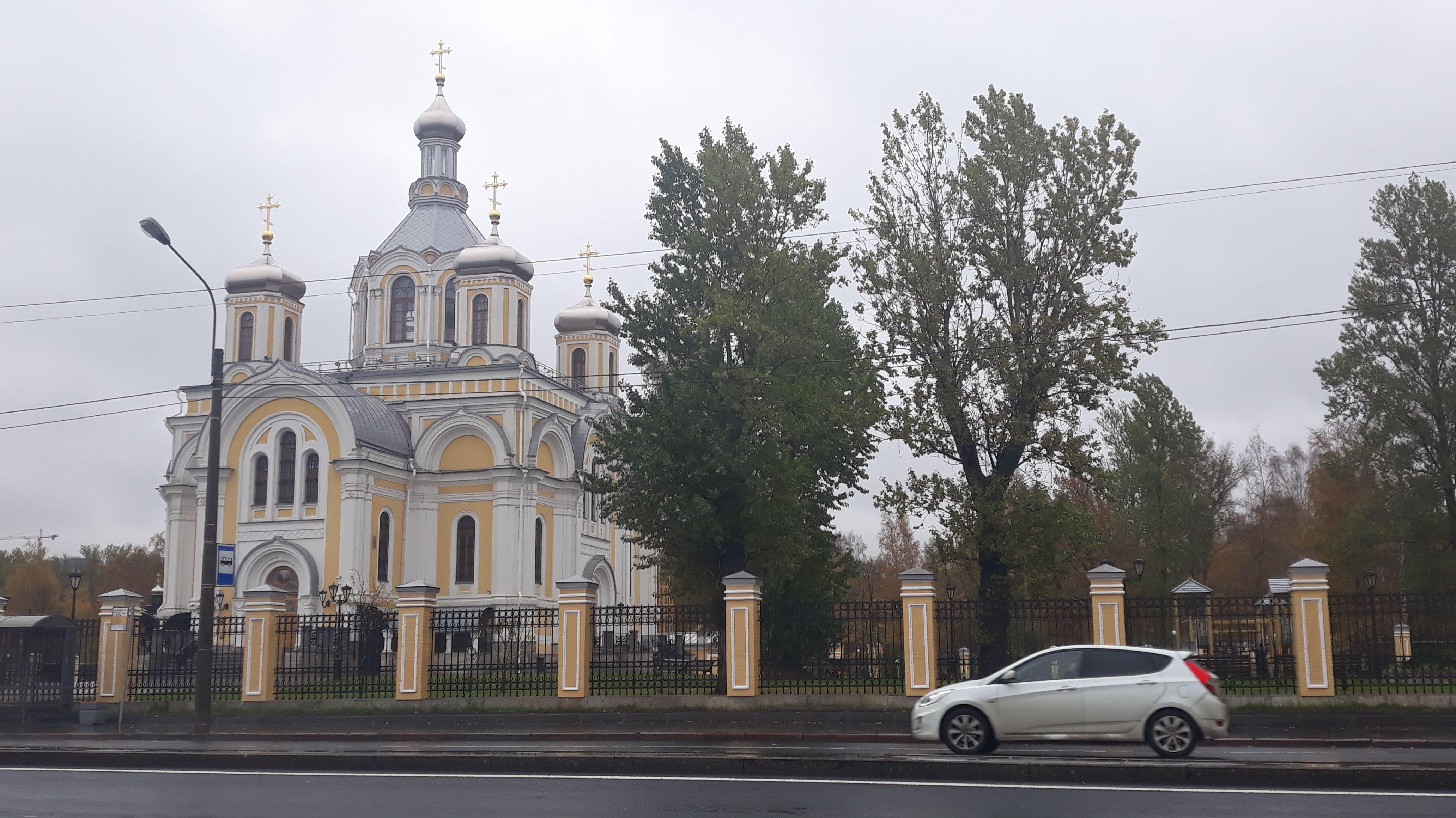
Храм Святой Троицы